# Stonnington City
Stonnington City is een Local Government Area (LGA) in Australië in de staat Victoria. Stonnington City telt 90.587 inwoners. De hoofdplaats is Malvern.